# Herbert Matter

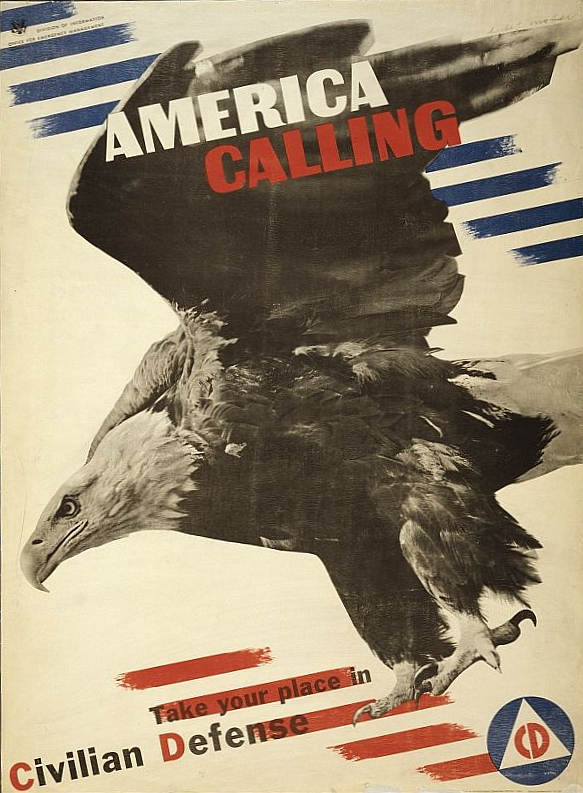
World War II-Plakat von Herbert Matter

Herbert Matter (* 25. April 1907 in Engelberg; † 8. Mai 1984 in Southampton (New York)) war ein Schweizer und US-amerikanischer Fotograf und Grafikdesigner. Durch seine innovative und experimentelle Arbeit leistete er einen Beitrag zur Weiterentwicklung des Grafikdesigns.

## Leben
Matter verbrachte seine Gymnasialzeit an der Klosterschule von Engelberg. Anschliessend studierte er von 1925 bis 1927 Malerei an der École des Beaux-Arts in Genf und 1928–1929 an der Académie de l’Art Moderne in Paris bei Fernand Léger und Amédée Ozenfant. Seine Experimentierfreudigkeit mit einer Rollei-Kamera verdrängte die Malerei allmählich zugunsten der Fotografie. 1929 begann seine Laufbahn als Grafikdesigner beim Pariser Werbestudio Deberny & Peignot. Hier lernte er unter Le Corbusier und A. M. Cassandre die Feinheiten der Typographie kennen.
1932 kehrte er in die Schweiz zurück und entwarf unter anderem eine Werbeplakat-Serie für das Schweizer Verkehrsamt. Die Plakate fanden international grosse Beachtung wegen der Verwendung von Fotomontage und Typographie. Nach einer Rundreise durch die USA, die er 1936 anstelle einer Bezahlung für seine Arbeit für ein Schweizer Ballettensemble bekam, entschloss er sich, in den Vereinigten Staaten zu bleiben. Durch Vermittlung eines Freundes kam er in Kontakt mit Alexei Brodowitsch. Durch diesen bekam Matter den Auftrag, Fotos für das Modemagazin Harper’s Bazaar zu machen. Weitere Aufträge für Vogue, Arts & Architecture, Fortune Magazine und Town and Country folgten. Während des Zweiten Weltkriegs arbeitete er als Design-Berater für verschiedene Firmen.
1944 bekam Herbert Matter vom Museum of Modern Art den Auftrag, über seinen Freund und Nachbarn, den Bildhauer Alexander Calder, einen Film zu machen. Werke von Calder war sein erster cinematischer Versuch und wurde ein grosser Erfolg. Zu diesem Film komponierte John Cage die Musik.
Von 1952 bis 1978 lehrte Herbert Matter als Professor für Grafikdesign und Fotografie an der Yale University. Von 1958 bis 1969 war er Berater am Solomon R. Guggenheim Museum in New York und am Museum of Fine Arts, Houston. 1960 begann er die Skulpturen Alberto Giacomettis zu fotografieren. Diese Arbeiten dauerten 25 Jahre und führten zu einem umfangreichen Buch, das erst nach seinem Tode publiziert wurde.
Während der 1950er und 1960er Jahre war Herbert Matter ein wichtiger Vertreter der New Yorker Kunstszene. Jackson Pollock, Willem de Kooning, Franz Kline and Philip Guston zählten zu seinen Künstlerfreunden.
Die erste Retrospektive seines Werks war eine Ausstellung 1978 an der Yale University. Im selben Jahr ehrte das Kunsthaus Zürich den Künstler mit einer Ausstellung seiner frühen Arbeiten von 1930. Viele Ehrungen und Auszeichnungen in Europa und Amerika folgten. Herbert Matter starb 77-jährig in Southampton, New York.

## Werk
Herbert Matter gilt als Begründer des modernen Fotoplakats in der Schweiz. Anfang der 1930er Jahre integrierte er das Medium Fotografie überzeugend in die bis dahin rein zeichnerische Reklamegrafik. Fotomontage in Verbindung mit Typographie waren seine unverwechselbaren Stilmittel, mit denen er eine gute Balance zwischen Kunst und Kommerz fand. Ein weiteres Betätigungsfeld war die Illustration von Zeitschriften und die Gestaltung von Titelseiten.
Herbert Matter dokumentierte als Fotograf die Arbeiten zahlreicher Künstler. Herausragend ist dabei die Dokumentation des Werks von Alberto Giacometti. In einem Brief an Matter schreibt Giacometti:
„...und es drängt mich, Ihnen mitzuteilen, wie überaus glücklich mich diese Serie von wunderschönen Fotos gemacht hat. […] Es sind bei weitem die schönsten Photographien, die je von meinen Arbeiten gemacht wurden und sie strahlen zudem eine ganz eigene Wirklichkeit aus. […] Ich kann Ihnen gar nicht sagen, wie begeistert ich von Ihrer Arbeit bin und wie ich Ihnen, lieber Matter, für all das danken soll, was Sie tun...“ Giacometti an Matter, 19. Mai 1961

McGinnis-Logo, entwickelt von Herbert Matter

Ab 1954 erhielt die New York, New Haven and Hartford Railroad eine von Herbert Matter kreierte neue Corporate Identity, initiiert von dem damaligen Direktor dieser Bahn, Patrick B. McGinnis. Jene trug die New Haven bis zu ihrer Auflösung 1968.  Ähnliches gestaltete Matter 1956 für die Boston and Maine Railroad.  

## Ausstellungen (Auswahl)
- 1943 Pierre Matisse Gallery, New York
- 1962 American Institute of Graphic Arts (AIGA), New York
- 1978 Schweizerische Stiftung für die Photographie im Kunsthaus Zürich
- 2005 Galerie Beyeler, Basel

## Veröffentlichungen (Auswahl)
- Die Botschaft des Lichtes: Tote sprechen. H. Matter, Wien 1948.
- Alberto Giacometti. Benteli, Bern 1987, ISBN 3-7165-0578-1

## Filme
- 1949: Works of Calder
- 1950–1955: The Spirit Moves und Dancing with Mura Dehn